# Norbert Goeneutte

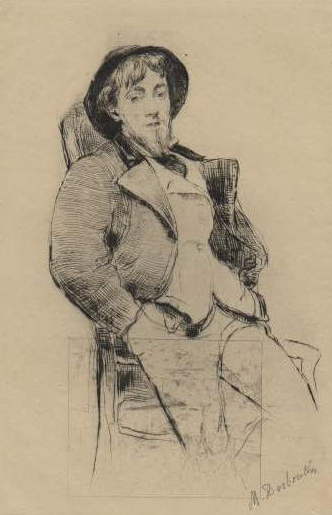
Marcellin Desboutin - Retrato de Norbert Gœneutte

Norbert Gœneutte, que nació en París el 23 de julio de 1854 y murió el 9 de octubre de 1894 en Auvers-sur-oise, fue un pintor francés, grabador e ilustrador.

## Biografía

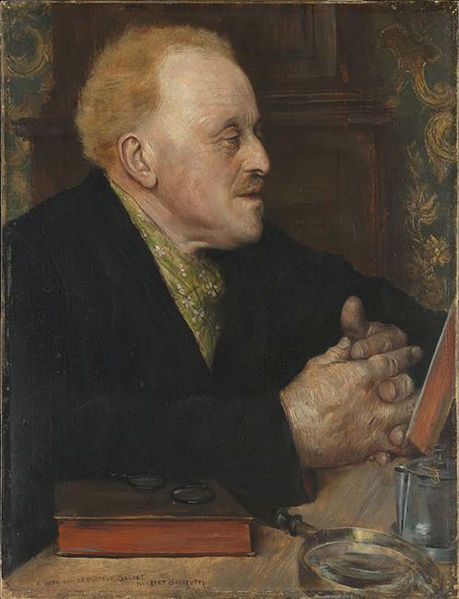
El doctor Paul Gachet (1891), París, Museo de Orsay.

Hijo mayor de una familia de seis hermanos, Norbert Gœneutte nació el 23 de julio de 1854 en el 35 de la calle Louis-le-Grand de París, en casa de su padre originario de Saint-Omer, que se había instalado en la capital en 1850. En los años 1860, fue pensionista en Villiers-le-Bel, con su hermana mayor Reine. Entonces era estudiante externo en el Lycée Condorcet. En 1871 obtuvo el bachillerato, su padre lo colocó en la oficina de un notario y murió algún tiempo después.
Convenció a su madre de que la profesión de pasante no era para él y entró en la École des Beaux-Arts de París en el estudio de Isidore Pils, fallecido en 1875. Su sustituto, Henri Lehmann, no era muy apreciado por los estudiantes que escribieron a Édouard Manet para recibir sus enseñanzas. Este último se negó y una parte se quedó con Lehmann. Gœneutte se trasladó entonces al estudio de Eugène Devéria (1805-1865) y de su alumno Henri Victor Devéria (1829-1897) en el n.º 21 de la calle Breda en Montmartre . Allí frecuenta el restaurante Chez le Père Lathuille en n.º 7 de la Avenue de Clichy con su amigo Georges Rivière y allí conoció a Édouard Manet, así como a Émile Zola y a un amigo común, el grabador Marcellin Desboutin, quien lo introdujo en su arte. Allí también conoció a Edgar Degas y Pierre-Auguste Renoir, quienes lo hicieron posar en la rue Saint-Georges para sus cuadros Bal du moulin de la Galette , La Balançoire y La Tonnelle. Victor Vignon y Gustave Caillebotte también eran habituales del local, junto con muchos otros. Fue en este establecimiento donde se organizó el banquete con motivo de la exposición retrospectiva de Manet en la Escuela de Bellas Artes de París. Su mejor amigo era Henri Guérard, que se casó con Eva Gonzalès, alumna y modelo de Manet. Guérard y Norbert publicaron sus grabados en París à l'eau-forte (1876).

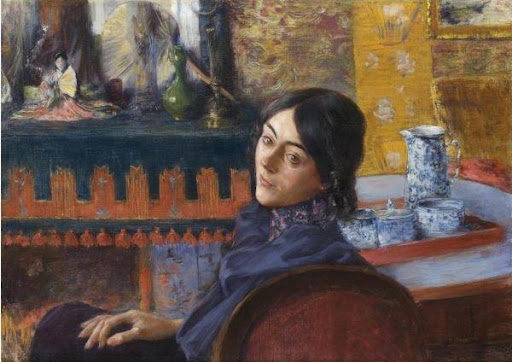
Norbert Gœneutte Salon japonais (1890)

En 1878 conoció al coleccionista Hippolyte Fortin, al que hizo dos retratos. Fue a Londres en 1880. En 1881, vivió en el número 3 de la rue Houdon de París y en junio partió hacia Normandía con Fortin hasta su regreso en 1882. En 1886, vivió en París en el número 56 de la cité des Fleurs, junto al Café Guerbois, situado en el número 11 de la Avenue de Clichy, que hoy ya no existe. Pintó algunos temas para la decoración del restaurante Au Tambourin de la modelo italiana Agostina Segatori, que acababa de abrir en el número 62 del bulevar de Clichy y que desaparecería en 1887.
En 1887 se trasladó al número 62 de la rue de Rome y vendía con éxito sus cuadros. Regresó a Honfleur y después parte hacia Holanda. Se unió a la Sociedad de Pintores Grabadores, creada por su amigo Henri Guérard con Félix Bracquemond en el otoño de 1888. Esta sociedad limitaba su acceso únicamente a los artistas franceses, lo que enfadará a Camille Pissarro, de origen danés. Expuso cinco cuadros en la Exposición Universal de París de 1889 y viajó por Francia para pintar. En 1890 partió hacia Venecia. El doctor y mecenas Paul Gachet le aconsejó que se estableciera en Auvers-sur-Oise en 1891, donde encontraría a todos los artistas que habían gravitado alrededor del famoso miembro de la Escuela de Barbizon, Charles-François Daubigny desde 1861.
Con su madre, su hermana Reine y su hermano Charles se instaló en una casa llamada "La Villa Musette", que había pertenecido al grabador Martínez y fue encontrada por Paul Gachet. Entonces realizó el Retrato del doctor Gachet (París, Museo de Orsay).
Grabador altamente cualificado, dominaba todas las técnicas: mezzotinta, aguatinta, barniz suave, punta seca, ruleta. Entre 1871 y 1894, Norbert Gœneutte grabó más de doscientas placas.
Aparece en un cuadro que representa la distribución de sopa a los parisinos indigentes por el restaurante Brébant, al amanecer, cuando se van los últimos "soupeurs" (ricos). La obra, expuesta en 1880 en el Palacio de la Industria de París, llamó bastante la atención.
Gœneutte murió el 9 de octubre de 1894 a consecuencia de tuberculosis y reposa cerca de los hermanos Van Gogh en el cementerio de Auvers-sur-Oise.

## Colecciones públicas

### En Canadá
- Galería Nacional de Canadá: Fantaisie (1877, aguafuerte y punta seca sobre papel verjurado color crema); imprimir

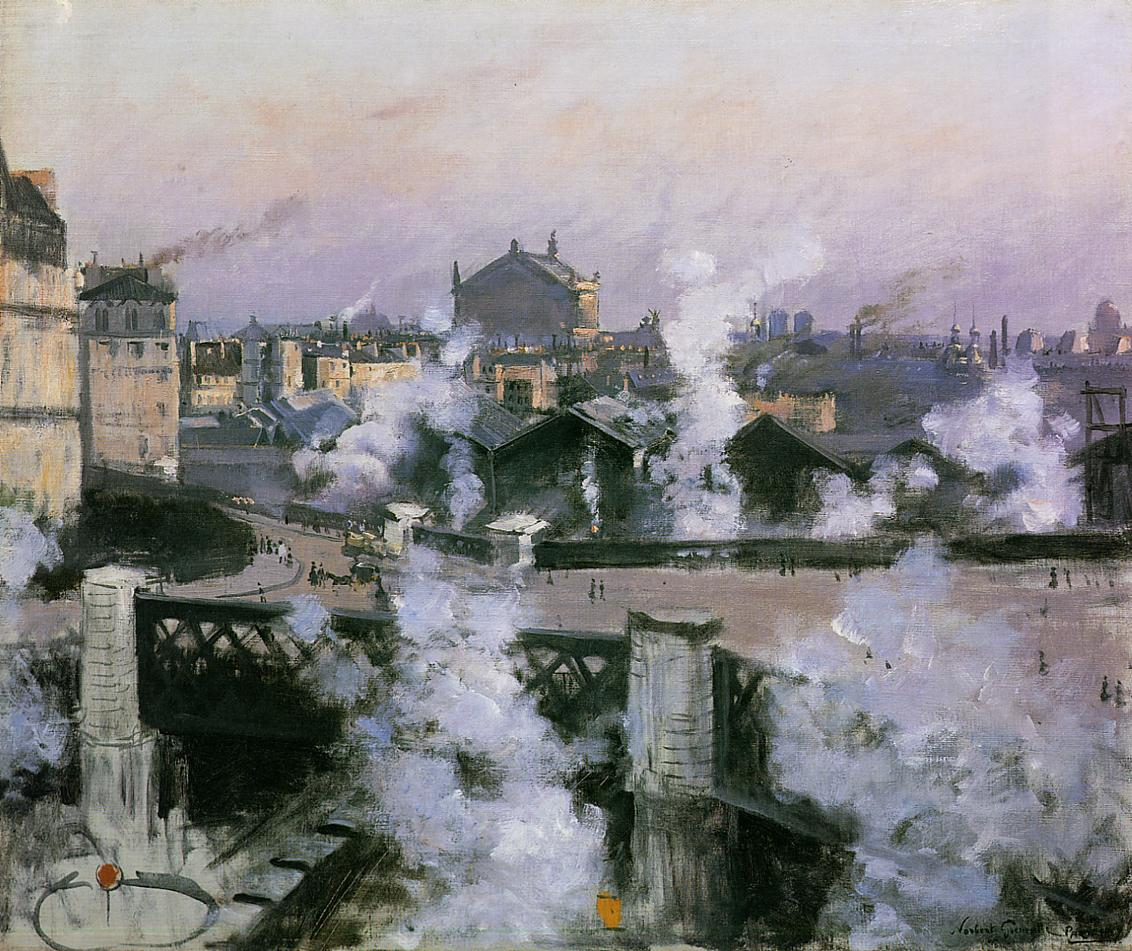
El puente de Europa y la estación St. Lazare, 1888, Museo de Arte de Baltimore.

### En los Estados Unidos
- Museo de Arte de Baltimore:
  - Róterdam (1891, dibujo);
  - Hombre de perfil (1891, dibujo sobre papel color canela);
  - El Pont de l'Europe y la Gare Saint-Lazare (1888, óleo sobre lienzo) ;
- Museo de Bellas Artes de Boston: Camino a Auvers (1892, óleo sobre lienzo);
- Cambridge, Museo de Arte Fogg:
  - Henri Guérard consultando una caricatura de grabados (1876, aguafuerte y ruleta) ;
  - Alicia, letra impresa;
- Museo de Bellas Artes de San Francisco: El Pont Neuf, impresión;
- Palm Beach, Florida, colección privada de Alexandre de Bothuri B, Interior de una iglesia, 1893, óleo sobre tabla, firmado y fechado en París.

### En Francia
- Auvers-sur-Oise, museo Daubigny :
  - El puerto de Rotterdam (1887, dibujo);
  - El puerto de Rotterdam, óleo sobre lienzo
- Museo de Bellas Artes de Burdeos: Retrato de cuerpo entero de John-Lewis Brown (hacia 1888, lápiz sobre cartón);,
- Le Havre, Musée d'art moderne André-Malraux ('MuMa'): Les Haleurs du Havre, la Paye (1882, grabado de Eugène Gaujan a partir de un cuadro).
- Molinos, museo Anne-de-Beaujeu: En el Louvre frente a un fresco de Botticelli (1892, óleo sobre lienzo);
- París, Museo Carnavalet:
  - Vendedor de flores en el Boulevard (1878, impreso);
  - Le Lavoir de Plailly (grabado);
  - En el muelle de Le Havre (1884-1887, grabado)
  - El puerto de Dieppe (1888, impreso)
  - Retrato de Charles hermano del artista (punta seca)
- París, Biblioteca Nacional de Francia: Camareras de Bouillon Duval en París, 1891, grabado. El restaurante económico lo abrió en París un carnicero llamado Duval (1811-1870);
- París, Museo del Louvre, Departamento de Artes Gráficas:
  - Vista de Papendrecht (1893, dibujo en acuarela de una carta a Eugène Murer
  - Carta autógrafa al Sr. Bouvenne Auglaus (sin fecha);
  - Marcella (lápiz negro, bolígrafo, tinta marrón y acuarela);
  - Sábado 9, carta autógrafa (sin fecha);

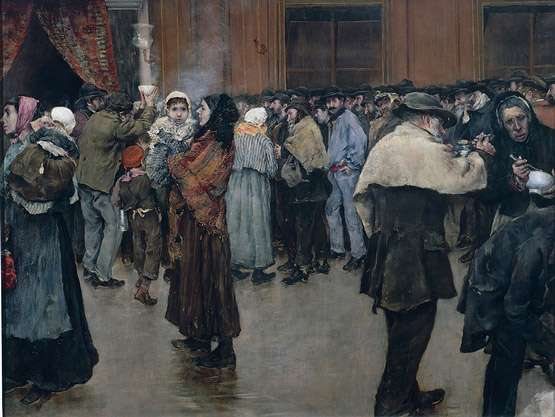
Sopa de la mañana (1880), París, Senado, Palacio de Luxemburgo.

- París, Senado, Palacio de Luxemburgo: Sopa de la mañana (1880, óleo sobre lienzo); expuesta el mismo año en el Palais de l'Industrie.
- París, Museo de Orsay: Retrato del doctor Paul Gachet (1891, óleo sobre madera);
- Museo de Arte Moderno y Contemporáneo de Estrasburgo: Retrato de un joven con sombrero (grabado);
- Vernon, Museo Alphonse-Georges-Poulain:
  - Retrato de Jean Buhot (1891, óleo sobre lienzo); retrato de Jean de niño, de 6 años en uniforme escolar, hijo del grabador Félix Buhot en el n.º 19 del quai Bourbon, amigo del artista;
  - Le Cellier (1893, óleo sobre lienzo);
  - Floristería Boulevard Rochechouart (óleo sobre lienzo);

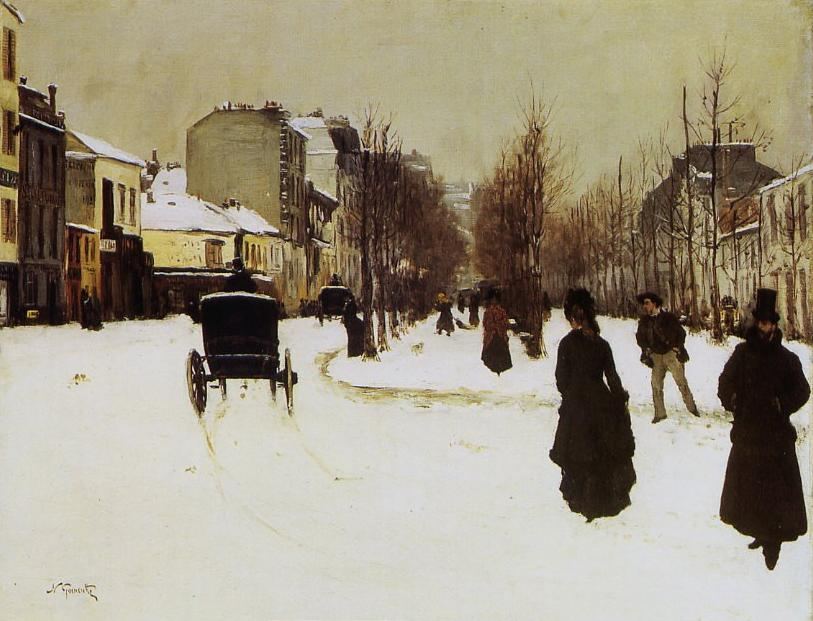
El bulevar de Clichy nevado (1876), Londres, Tate Britain.

### En Holanda
- Ámsterdam, Museo Van Gogh: El Pequeño Muelle, Le Havre (punta seca)

### En el Reino Unido
- Londres, Tate Britain: El bulevar de Clichy, en tiempo de nieve (1876, óleo sobre lienzo);

## Libros y revistas ilustrados
- Paris à l'eau-forte, revista dedicada al renacimiento del grabado (1873-1876) ;
- L'Art de la mode, numerosas ilustraciones en esta revista de moda creada por Ernest Hoschedé, revista de 32 páginas en gran cuarto, (1880-1882);
- L'Art et la mode, nuevo título de L'art de la mode (1883);
- Goeneutte's, álbum de grabado de L. Dumont, frontispicio (grabado, aguafuerte, aguatinta, punta seca, 1887);
- Henri Beraldi (dir. ), grabadores del siglo XIX, frontispicio (grabado, 1888);
- Émile Zola, La Tierra (1899).

## Salones
A menos que se especifique lo contrario, se trata de óleos sobre lienzo:
- Salón de 1876 : En clase, el Boulevard de Clichy bajo la nieve ;
- Salón de 1877 : Llamada de los barrenderos frente a la Ópera, bulevar Rochechouart ;
- Salón de 1878 : Llega la boda, La Mujer de rosa ;
- Salón de 1879 : Último saludo ;
- Salón de 1880 : La sopa de la mañana, El retrato de Lady C .;
- Salón de 1881 : El Mercado del Pescado ;
- Salón de 1882 : La Vannière, La hermana de leche ;
- Salón de 1883 : Los Haleur en El Havre, la nómina, grabado, El bebedor, El primer inconveniente, Retrato de Marguerite D., pastel, El puente de Europa, pastel;
- Salón de 1886 : El último anillo de los pasillos ;
- Salón de 1887 : Vista de París desde las alturas de Montmartre, grabado, Le Crépuscule Parisien, Les Haleurs en Le Havre, la Paye (dibujo a pluma);
- Salón de artistas franceses de 1888, en el Campo de Marte : El final del día ;
- Salón de 1889 : Reine Gœneutte, vistiendo a Jean Guérard ;
- Salón de la Sociedad de Pintores-Grabadores de 1889 en Durand-Ruel con tres generaciones de grabadores : Edgar Degas, Camille Pissarro, Félix Bracquemond, Henri Guérard, Felix Buhot y Lucien Pissarro
- Salón de artistas franceses de 1890. : El frío de octubre, Mediados de Cuaresma, En el páramo, Lectura, Retrato de Miss AR, Retrato de Miss P., Retrato de Miss AG ;);
- Salón de artistas franceses de 1891. : El canal visto desde un balcón, El Gran Canal, Las doncellas de Bouillon Duval, grabado, Un mercado, Un joven mirando grabados ;
- Salón de la Sociedad Nacional de Bellas Artes de 1892 : El retrato del Dr. Gachet, Buen día, Vista de Rotterdam, La mañana, La mujer de los cardos azules, En el Louvre frente a un fresco de Botticelli ;
- Salón de la Sociedad Nacional de Bellas Artes de 1893 : Retrato de mujer en un interior, Niebla nocturna, Interior, Bretaña, La Petite École ;
- Salón de la Sociedad Nacional de Bellas Artes de 1894 : La Bodega ;
- Salón de 1894 : Crisantemos de noviembre, En el jardín, Le Carnier, Chaponval, la antigua carretera, Ruta de Pontoise en Auvers ; El crepúsculo regresa de los campos, Le Cellier ;

## Exposiciones
- Exposición Universal de París de 1889: La llamada de los barrenderos, La sopa de la mañana, El último saludo, El descenso de los trabajadores en París por la mañana, El fin del día
- Retrospectiva en la Escuela de Bellas Artes de París del 30 de abril de 1895 ;
- Exposición de toda su obra grabada en el Salón de Otoño de 1929;
- Museo Camille-Pissarro de Pontoise, del 15 de mayo al 30 de septiembre de 1982;
- Museo Camille-Pissarro de Pontoise, del 3 de diciembre al 19 de febrero de 1995.